# Dorina Mihai
Dorina Gabriela Mihai (ur. 1 czerwca 1981 w Bukareszcie) – rumuńska szablistka, złota medalistka mistrzostw świata.
Podczas mistrzostw świata w Hawanie w 2003 roku wywalczyła złoty medal w turnieju indywidualnym, w finale pokonując Chnikę Tan Xue. Drużynowo Rumunki zajęły tam czwarte miejsce. Na rozgrywanych rok wcześniej mistrzostwach świata w Lizbonie była czwarta drużynowo, a indywidualnie zajęła 32. miejsce.
Ponadto zdobyła srebrny medal w turnieju drużynowym na mistrzostwach Europy w Kopenhadze w 2004 roku.
Nigdy nie wzięła udziału w igrzyskach olimpijskich.